# Octàgon

Octàgon regular

En geometria, un octàgon és un polígon amb vuit costats i vuit angles. El nom prové del del grec ὀκτάγωνον via el llatí. Un octàgon té 20 diagonals i la suma de tots els angles interiors és 1080 graus o {\displaystyle 6\pi } radians.

## Octàgon regular

La construcció d'un octàgon regular amb regle i compàs és possible. L'animació mostra com fer-la, seguint els passos de l'1 fins al 18, i tenint en compte que el radi del compàs no varia entre els passos 7 i 10.

En un octàgon regular, tots els costats i angles del qual són iguals. Els costats s'uneixen formant un angle de 135º o {\displaystyle 3\pi /4} rad. Cada angle exterior és de 45° o {\displaystyle \pi /4} rad.

### Perímetre
El perímetre de l'octàgon regular de costat {\displaystyle L} és
{\displaystyle P=6\cdot L}
O bé, en funció de l'apotema, {\displaystyle a_{p}},
{\displaystyle P=16\cdot a_{p}\cdot {\frac {\sin(22.5^{\circ })}{\sin(67.5^{\circ })}}=16\cdot a_{p}\cdot \tan(\pi /8)\approx a_{p}\cdot 6.62747}

### Apotema
L'apotema de l'octàgon regular de costat {\displaystyle L} és
{\displaystyle a_{p}={\frac {L}{2}}\cdot {\frac {\sin(67.5^{\circ })}{\sin(22.5^{\circ })}}={\frac {L}{2}}\cdot \cot(\pi /8)\approx L\cdot 1.20711}

### Àrea
L'àrea de l'octàgon regular de costat {\displaystyle L} i apotema {\displaystyle a_{p}} és 
{\displaystyle A=4\cdot a_{p}\cdot L}
O bé, només en funció del costat, {\displaystyle L},
{\displaystyle A=2\cdot L^{2}\cdot {\frac {\sin(67.5^{\circ })}{\sin(22.5^{\circ })}}=2\cdot L^{2}\cdot \cot(\pi /8)\approx L^{2}\cdot 4.82843}
O també, només en funció de l'apotema, {\displaystyle a_{p}},
{\displaystyle A=8\cdot a_{p}^{2}\cdot {\frac {\sin(22.5^{\circ })}{\sin(67.5^{\circ })}}=8\cdot a_{p}^{2}\cdot \tan(\pi /8)\approx a_{p}^{2}\cdot 3.31371}

L'octàgon regular té símbol de Schläfli {8}.

## Al dia a dia

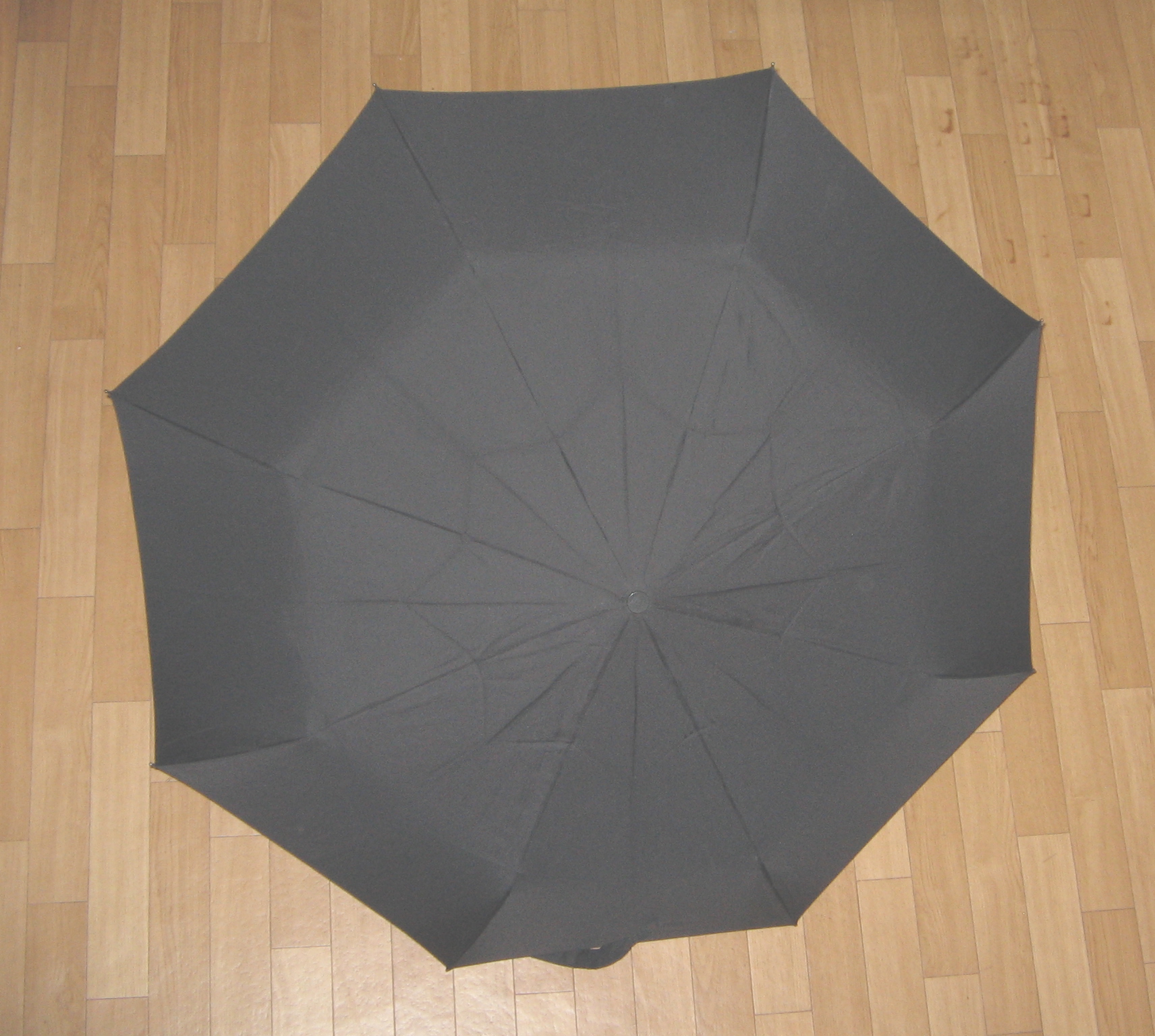
Els paraigües solen tenir forma vuitavada.

## Figures geomètriques derivades

El polígon estrellat de 8 vèrtexs anomenat octagram, {8/3} en símbol de Schläfli, està comprès per un octàgon regular.
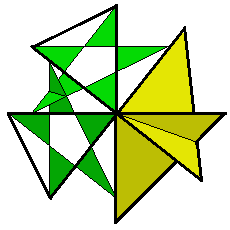
La figura de vèrtex del políedre uniforme, gran dirhombicosidodecaèdre té la forma d'octagon irregular.
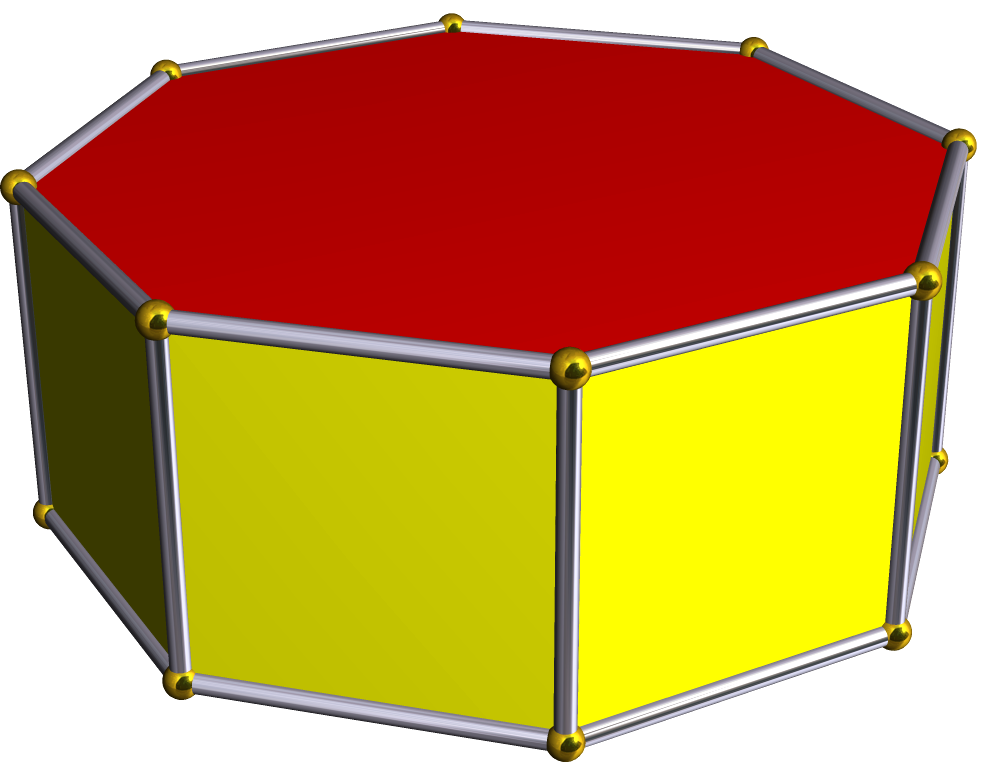
Les bases d'un prisma octagonal són octàgons.
Un mosaic amb dos octàgons a cada vèrtex.
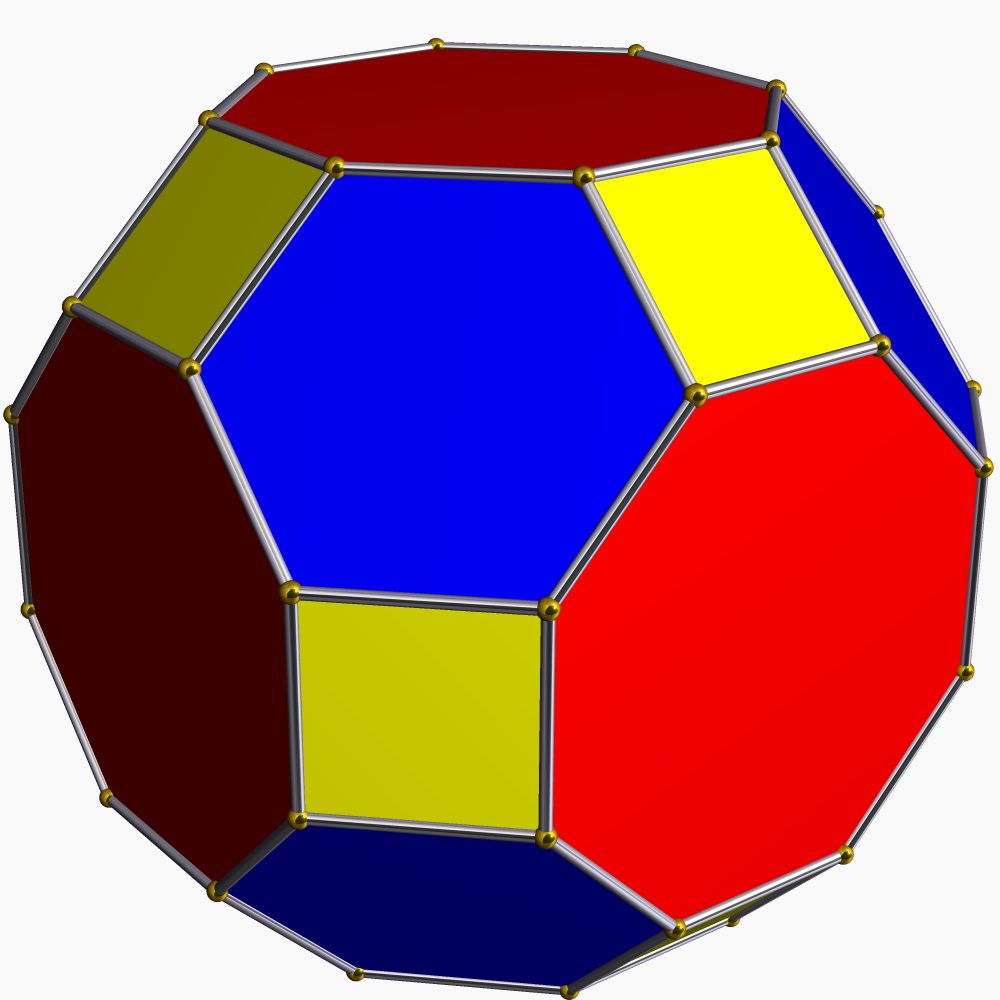
El cuboctàedre truncat conté 6 cares octagonals.
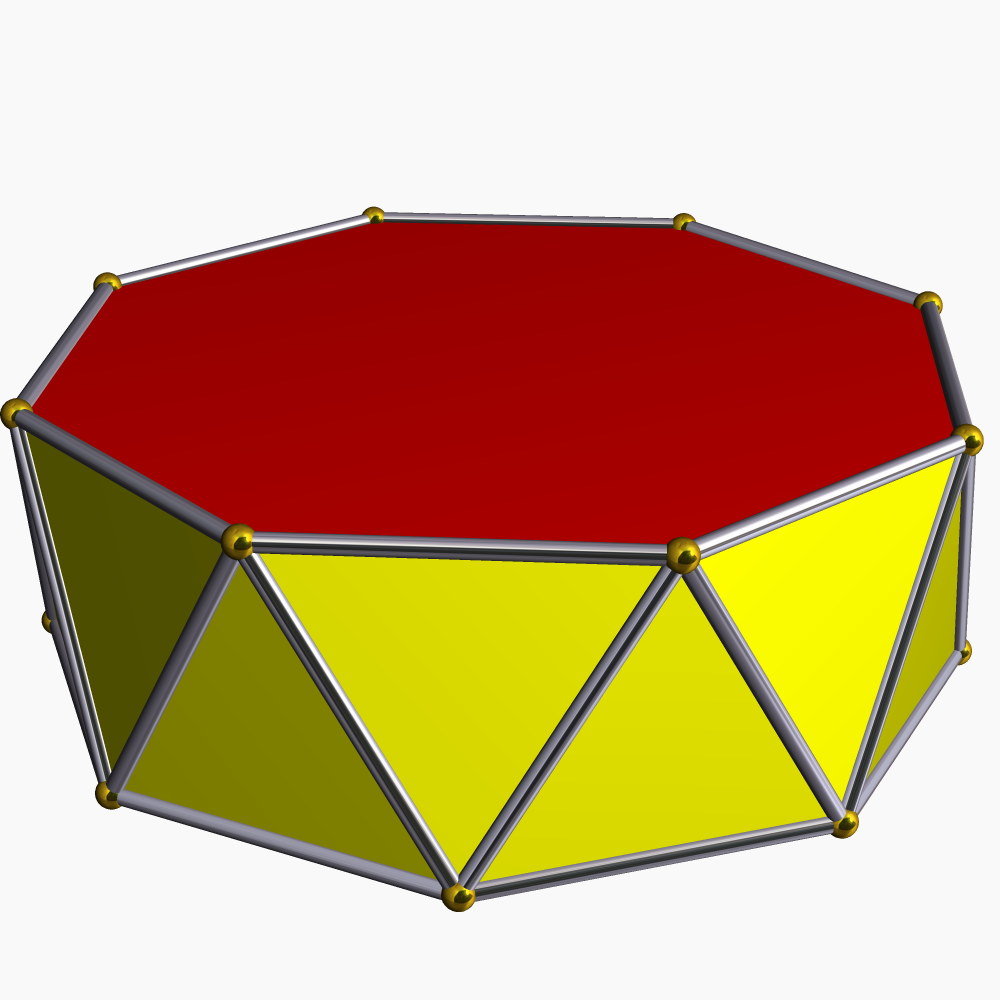
Les bases d'un antiprisma octagonal són octàgons.